# Mycalesis getulia
Mycalesis getulia är en fjärilsart som beskrevs av Felder 1859. Mycalesis getulia ingår i släktet Mycalesis och familjen praktfjärilar. Inga underarter finns listade i Catalogue of Life.